# Widdersteinmähder
Widdersteinmähder este o arie protejată (arie specială de conservare — SAC, sit de importanță comunitară — SCI) din Austria întinsă pe o suprafață de 53,02 ha, integral pe uscat.

## Localizare
Centrul sitului Widdersteinmähder este situat la coordonatele 47°16′16″N 10°08′42″E / 47.2712°N 10.145°E.

## Înființare
Situl Widdersteinmähder a fost declarat sit de importanță comunitară în decembrie 2015 pentru a proteja 1 specie de animale. Situl a fost protejat și ca arie specială de conservare în mai 2022.

## Biodiversitate
Situată în ecoregiunea alpină, aria protejată conține 3 habitate naturale: Formațiuni ierboase bogate în specii de Nardus, dezvoltate pe substraturi silicioase în zone montane (și în zone submontane, în Europa continentală), Fânețe montane, Mlaștini alcaline.
La baza desemnării sitului se află o specie protejată de  păsări: cocoș de mesteacăn (Tetrao tetrix).
Pe lângă speciile protejate, pe teritoriul sitului au mai fost identificate 9 specii de păsări.